# Losensteinleiten (Gemeinde Wolfern)
Losensteinleiten ist eine Ortschaft der Marktgemeinde Wolfern im Bezirk Steyr-Land in Oberösterreich.
Um den kleinen Hauptort Losensteinleiten nördlich des Schlosses Losensteinleithen, der sich nördlich von Wolfern befindet, entwickelten sich zahlreiche Ortsteile, namentlich Hagleiten, Haidach, Hainbach, Hamet, Leihmannsdorf und Piesting, von denen einige den Hauptort an Größe übertreffen. Bis zum Ende des Ersten Weltkrieges hieß die Gemeinde Losensteinleiten und wurde 1919 in Wolfern umbenannt. Die Katastralgemeinde von Losensteinleiten trägt den Namen Losensteinleithen.